# Louis Ulrich Schmidt
Pas d'image ? Cliquez ici

a Compétitions nationales et continentales officielles uniquement.

b Matchs officiels uniquement.
Louis Ulrich Schmidt, né le 6 février 1936 à Middelburg et décédé le 23 janvier 1999 à Pretoria, est un ancien joueur de rugby international sud-africain. Il évolue au poste de troisième ligne aile.

## Carrière
Il dispute son premier test match le 16 août 1958 contre les Français dans une série historique pour les Bleus. 
Les Springboks ont perdu une série en Nouvelle-Zélande en 1956 (trois défaites pour une victoire) et les sélectionneurs changent six joueurs pour la réception de la France. Le résultat de la série conduit le staff sud-africain à changer nombre de joueurs, Louis Schmidt n'a plus qu'une seule occasion de revêtir le maillot Springbok. 
Il joue en province avec le Northern Transvaal.

## Palmarès
- 2 sélections
- Sélection par saison : 1 en 1958, 1 en 1962.